# Jamie Ruiz
James Lee Ruiz, ou Jamie Ruiz (Miami, Estados Unidos, 1986) é uma dançarina norte-americana famosa por sua ligação ao grupo The Pussycat Dolls.
Em 2008 participou do reality show  Pussycat Dolls Present: Girlicious, no qual foi eliminada. As vencedoras atualmente integram a banda Girlicious.
Depois do programa, foi convidada por Robin Antin, a fundadora do grupo para dançar no  Pussycat Dolls Lounge, espaço da banda em Las Vegas. 
Recentemente também fez parte do grupo de líderes de torcida do time Miami Heat.
Em maio de 2010, foi anunciado por  Robin a nova formação da banda, que incluía Jamie, ao lado de Rino Nakasone, Kherington Payne, Vanessa Curry e a líder Nicole Scherzinger.